# 小槻隆職
小槻 隆職（おづき の たかもと、保延元年〈1135年〉 - 建久9年10月29日〈1198年11月29日〉）は、平安時代末期から鎌倉時代にかけての貴族。左大史・小槻政重の三男。官位は正五位上・左大史。

## 経歴
後白河院政期初頭の保元3年（1158年）ごろ左少史に任ぜられるが、応保元年（1161年）兄・小槻永業の摂津守辞任と引き替えに佐渡守として地方官に転じ、史巡に与るために積み重ねていた官史としてのキャリアを止められてしまう。のち従五位上まで昇進する。
長寛2年（1164年）12月に永業が病に伏し、死の床で大夫史・算博士・大炊頭・佐渡国を知行するための文書などを子息の広房に譲った。しかし、強行に進められたこの相続に対して、隆職は異議を挟む。結局、二条天皇の指示によって、翌長寛3年（1165年）正月に隆職が左大史（大夫史）に、広房が算博士に任ぜられた。この時点で、隆職は30歳、広房は17歳であったが、大夫史の地位を得るためには、それまでの経験を重視するのが当時の一般的な認識であったことから、13歳も年長の隆職に有利であった。ここで小槻氏は大夫史を受け継ぐ隆職流（のち壬生流）と算博士を受け継ぐ広房流（のち大宮流）に分裂した。
隆職は仁安2年（1167年）までに正五位下に叙せられ、治承4年（1180年）安徳天皇の大嘗会では悠紀行事を務めた。しかし、次々と兼官を帯びていた兄・永業に比べて官職には恵まれず、隆職は永業から大夫史を継承することはできたが、永業が任官のために駆使していたと想定される人脈までは引き継ぐことができなかったとみられる。一方で、隆職は大夫史の立場を利用して、その経済基盤となる官厨家便補保（太政官厨家領）の開発・立保を精力的に行っている。隆職が大夫史を受け継いだ時には、便補保は陸奥国安達保・常陸国吉田社々務の二ヶ所のみであったが、隆職の手により若狭国国富保・美作国田原庄・備後国世羅庄・讃岐国柞原庄の四ヶ所を加えた。隆職はこれまで小槻氏が世職としていた算博士を継ぐことができなかったことから、自身の地位を確立するために、大夫史として官方を統制することに専念。多くの便補地を整備するとともに、六位官人を編成してこれを経営した。こうして、隆職は官文殿・官務文庫という情報面、官厨家領をはじめとする経済面、六位官人を編成した人事面など、多角的に主導権を掌握することで、初めて壬生流小槻氏による官方主宰を実現したと評価される。これは、安元3年（1177年）に発生した安元の大火により、隆職は少々の長案類を除くほとんどの文書を焼失しているが、その地位はほとんど揺らいでいないことからも窺われる。
文治元年（1185年）10月に源義経が源頼朝に対して謀反を起こして後白河法皇から頼朝追討の院宣を得るが、隆職はこの院宣の奉行を行った。しかし、義経の謀叛は失敗して11月に都落ちする。12月になると頼朝は高階泰経ら親義経派の公家を解官し、隆職も院宣を奉行した責任を問われて左大史を解かれ、甥の小槻広房が代わりにこれに就いた。この処分に対して、隆職は自ら開発を手掛けてきた官厨家便補保や官文書の引き渡しを拒むなど、激しい抵抗を示している。文治2年（1186年）9月から隆職はほとんど京都に姿を現さないことから、大夫史を離れている間に各地へ赴いて、家人とともに所領の開発指揮を執っていた可能性もある。
建久2年（1191年）5月に頼朝の朝政干渉を快く思わない後白河法皇の指示により広房に代わって左大史に還任する。還任に当たって、大夫史の職掌を隆職と広房の両名に分掌させる案も出るが、前例勘申・宣旨発給という重要な任務や文殿の管理を二人に分散させることに諸卿は否定的であったとみられ、結局広房は左大史を解任された。同年12月に小野社行幸行事賞により加階を受け正五位上に昇った。のち、修理東大寺大仏長官や記録所寄人も務める。また、還任後も便補保の拡大に取り組み、新たに常陸国石崎保・加賀国北嶋保・備前国日笠保・安芸国世能保の四ヶ所を加え、若狭国国富保・近江国細江保・世能保の三ヶ所を立券している。
摂関を務めた九条兼実から職務能力を高く評価され、兼実執政下で記録所寄人を務めるなど、兼実の政権運営に参画した。また、兼実家の家司も務めている。
なお、隆職は長兄・小槻師経の子息である顕綱を猶子とした。これは、広房に対抗するにあたって正当性を得るために、顕綱を猶子として取り込むことで、自らを嫡子であった師経の後継者と位置づけようとしたものとも考えられる。
建久9年（1198年）10月に病気のために所帯の官職を子息の国宗に譲ることを請願して許され、同月29日卒去。享年64。

## 人物
型にとらわれない一種の自由さあるいは合理性を身にまとった人物との評価があり、以下のような逸話がある。
- 吉田経房の邸宅を訪ねた際、隆職は招き入れられる前に客殿の妻戸の内に上がり込み、経房を「尤以奇怪」と驚かせた（『吉記』）[19]。
- 五体不具穢にあった九条兼実のもとに隆職が訪ねて来たので、兼実が制止したところ、隆職は「近日、触穢していない場所などありません」と言って、気にせず堂上に昇ってきた（『玉葉』）[20]。

また、本来は史生クラスの官人が担当する官厨家便補保の設定を自ら行い、開発を手掛けた。永万元年（1165年）立保とされる若狭国国富保の開発にあたって、隆職は「吉原安富」という仮名を使用したが、便補保の開発を行うことが隆職の身分・立場に不相応の行為として捉えられていたことが想定される。

## 官歴
- 時期不詳：伊賀守[23]
- 保元3年（1158年） 12月：見左少史[24]
- 応保元年（1161年） 9月15日：佐渡守[25]
- 時期不詳：従五位上[26]
- 長寛3年（1165年） 正月23日：左大史[27]
- 仁安2年（1167年） 日付不詳：見修理左宮城判官正五位下行左大史備前介[28]
- 治承2年（1178年） 7月18日：兼播磨介
- 治承4年（1180年） 正月28日：伊賀守[29]。4月27日：大嘗会悠紀行事[23]
- 寿永2年（1183年） 3月20日：見修理東大寺大仏長官[26]
- 文治元年（1185年） 12月29日：解官（頼朝卿可追討宣旨奉行科也）[30]
- 建久2年（1191年） 5月2日：還任左大史[30]。12月13日：正五位上（北野社行幸行事賞）[30]
- 建久4年（1193年） 4月12日：伊勢二所太神宮雑務評定寄人[31]。11月28日：見修理東大寺大仏長官[32]
- 時期不詳：穀倉院別当[23]
- 建久9年（1198年）10月29日：卒去[33]

## 系譜
『系図纂要』による。
- 父：小槻政重
- 母：不詳
- 生母不詳の子女
  - 男子：小槻国宗（?-1223）
  - 男子：小槻通直
  - 男子：道継
  - 男子：観承
- 養子女
  - 猶子：小槻顕綱[15] - 実は小槻師経の子